# (1808) Bellérophon
Pour les articles homonymes, voir Bellérophon (homonymie).
(1808) Bellérophon, désignation internationale (1808) Bellerophon, est un astéroïde de la ceinture principale.

## Description
(1808) Bellérophon est un astéroïde de la ceinture principale. Il fut découvert par le programme PLS le 24 septembre 1960 à l'observatoire Palomar. Il présente une orbite caractérisée par un demi-grand axe de 2,749 UA, une excentricité de 0,177 et une inclinaison de 2,03° par rapport à l'écliptique.
Il fut nommé en référence à Bellérophon, personnage de la mythologie grecque. Il est le petit-fils de Sisyphe, fils de Glaucos ou de Poséidon, suivant les versions ; il est roi de Corinthe et fils d’Eurynomé (ou Eurymédé), une mortelle.

## Compléments